# Evansdale
Evansdale è una città degli Stati Uniti d'America, situata nello Stato dell'Iowa, nella Contea di Black Hawk.